# Нидерергайм
Нидерергайм (фр. Niederhergheim) — коммуна на северо-востоке Франции в регионе Гранд-Эст (бывший Эльзас — Шампань — Арденны — Лотарингия), департамент Верхний Рейн, округ Тан — Гебвиллер, кантон Энсисем. До марта 2015 года коммуна в составе кантона Энсисем административно входила в состав округа Гебвиллер.
Площадь коммуны — 12,51 км², население — 972 человека (2006) с тенденцией к росту: 1021 человек (2012), плотность населения — 81,6 чел/км².

## Население
Численность населения коммуны в 2011 году составляла 980 человек, а в 2012 году — 1021 человек.
| 1962 | 1968 | 1975 | 1982 | 1990 | 1999 | 2004 | 2006 | 2008 | 2011 | 2012 |
| ---- | ---- | ---- | ---- | ---- | ---- | ---- | ---- | ---- | ---- | ---- |
| 690  | 717  | 802  | 801  | 852  | 921  | 965  | 972  | 973  | 980  | 1021 |

Динамика населения:

## Экономика
В 2010 году из 667 человек трудоспособного возраста (от 15 до 64 лет) 512 были экономически активными, 155 — неактивными (показатель активности 76,8 %, в 1999 году — 74,7 %). Из 512 активных трудоспособных жителей работали 479 человек (250 мужчин и 229 женщин), 33 числились безработными (16 мужчин и 17 женщин). Среди 155 трудоспособных неактивных граждан 50 были учениками либо студентами, 74 — пенсионерами, а ещё 31 — были неактивны в силу других причин.
На протяжении 2011 года в коммуне числилось 410 облагаемых налогом домохозяйств, в которых проживало 963 человека. При этом медиана доходов составила 23004 евро на одного налогоплательщика.

## Достопримечательности (фотогалерея)
- Церковь
- Интерьер
- Орга́н